# Marumba fenzelii
Marumba fenzelii är en fjärilsart som beskrevs av Clayton Dissinger Mell 1937. Marumba fenzelii ingår i släktet Marumba och familjen svärmare. Inga underarter finns listade i Catalogue of Life.